# Mumpimbe
Mumpimbe är ett periodiskt vattendrag i Burundi.   Det ligger i provinsen Rutana, i den centrala delen av landet, 80 km sydost om huvudstaden Bujumbura.
Omgivningarna runt Mumpimbe är en mosaik av jordbruksmark och naturlig växtlighet. Runt Mumpimbe är det ganska tätbefolkat, med 185 invånare per kvadratkilometer.